# Iglesia católica en Nepal
La Iglesia católica está presente en Nepal, país en el que cuenta con 7151 fieles (datos de 2014), organizados en un vicariato apostólico.
El cristianismo se propagó en el país por primera vez en el siglo XVIII, aunque entre 1810 y 1950 los misioneros no estaban permitidos en Nepal. Desde 1951, los misioneros han vuelto a ser admitidos, aunque la conversión al cristianismo es ilegal. En 1983 se creó la misión sui iuris para Nepal y en 1996 fue elevada a prefectura apostólica. La constitución de 1990 no garantizaba la libertad religiosa para los cristianos, pero en mayo de 2006 el país se secularizó y debe volver a redactarse una constitución, por lo que se espera que se establezca libertad religiosa. El 10 de febrero de 2007, el papa Benedicto XVI elevó la prefectura nepalí al rango de vicariato apostólico y nombró a Anthony Sharma como primer vicario y obispo católico de Nepal.

## Orígenes

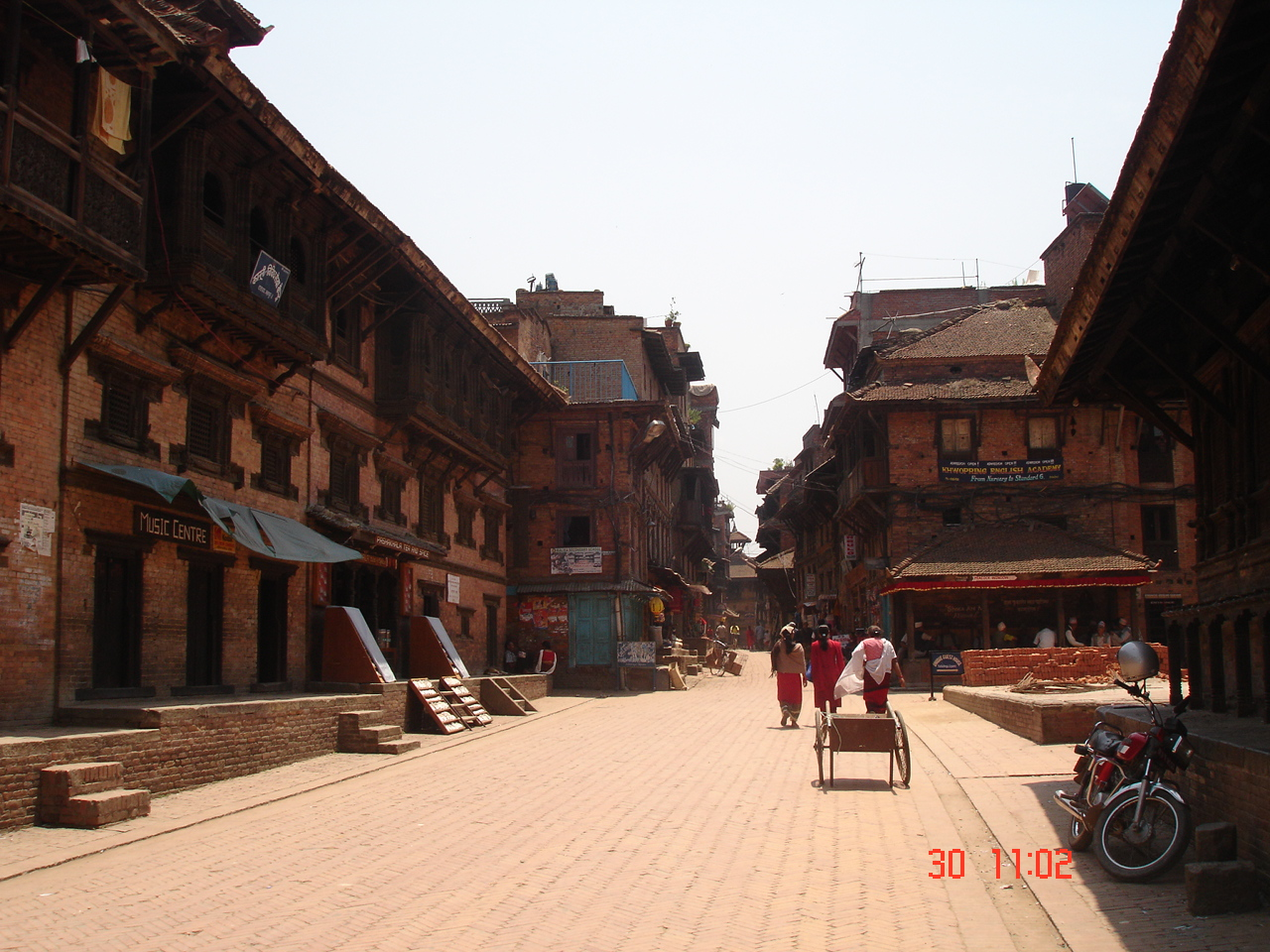
En Bhaktapur se construyó el segundo templo católico en Nepal en el.

La historia del catolicismo en Nepal empieza con la inclusión de su territorio en la diócesis de Funchal, Portugal, en 1514, y posteriormente, en 1533, en la diócesis de Goa, que había sido separada de la de Funchal. Desde entonces hasta 1983, ha formado parte de muchas diócesis indias diferentes. Los misioneros penetraron en Nepal por primera vez en 1715, cuando los padres capuchinos llegaron al valle de Katmandú tras ser invitados por los monarcas de la dinastía Malla.
El padre Anthony Francis Sharma, quien ha encabezado la misión católica y la prefectura desde 1983 afirmó que "Los sacerdotes recibieron completa libertad para predicar el cristianismo e incluso para construir una iglesia, dedicada a Nuestra Señora de la Asunción, en algún lugar del distrito de Lalitpur". La iglesia de la Asunción fue construida en 1760 y en Bhaktapur se construyó otra iglesia dedicada a la Anunciación de Nuestra Señora. Tras la unificación del país por Prithvi Narayan de Nepal y la creación de un reino hindú, se invitó a los sacerdotes a abandonar el país por miedo a que estos pudieran ser espías británicos. En 1769, los sacerdotes y muchos cristianos nepalíes abandonaron el país rumbo a la India y se asentaron en Chuhair, al norte de Bihar, donde permanecieron desde entonces. En 1810 murió un sacerdote católico que había decidido quedarse en el país y no hubo más presencia de cristianos en Nepal hasta 1950. El 19 de mayo de 1893, Nepal entero fue añadido a la prefectura de Bettiah, que había sido separada de la diócesis de Prayagraj. En 1917, la prefectura pasó a ser vicariato apostólico y su nombre cambió del de Bettiah al de Patna. Entre 1919 y el establecimiento de la misión exclusiva para el Nepal en 1983 formó parte del vicariato apostólico de Patna, India, aunque desde 1980 estaba administrado desde la diócesis de Muzaffarpur.

## SigloXX
Con la introducción de la democracia en 1951, los misioneros jesuitas fueron invitados por el rey Tribhuvan de Nepal para que se instalaran en el valle de Katmandú y abrieran centros educativos; sin embargo no tenían permiso para evangelizar. Ese mismo año se fundó la escuela Saint Xavier. En 1983 se fundó la misión católica con territorio tomado a la diócesis de Patna y se confió su cuidado a los mismos jesuitas. En 1996, se construyó un nuevo templo, la iglesia de la Asunción, que recibió ese nombre en recuerdo de la primera iglesia construida en 1760, siendo reconocida oficialmente en 1992. En 1996, la misión fue elevada al rango de prefectura apostólica.
El domingo de Pascua de 1986, el padre Sharma fue arrestado por predicar a no cristianos que eran familiares de fieles que habían ido a la iglesia con ellos. Convertirse al cristianismo está prohibido por la ley y fue reiterado por la constitución de 1990 que creaba una democracia multipartidista. Desde 1990, no se ha hecho cumplir la ley, lo que ha permitido que el número de cristianos haya aumentado desde entonces.

## SigloXXI
Nepal ha tenido relaciones diplomáticas con la Santa Sede. Antes de que el rey Gyanendra fuera desposeído de buena parte de sus poderes al proclamarse una república federal en diciembre de 2007 por parte del Parlamento de Nepal, había esperanzas de que el catolicismo fuera reconocido en el país ya que las relaciones con el monarca eran buenas debido a que éste fue educado en una escuela católica y más concretamente por el vicario apostólico, el jesuita Anthony Sharma. En mayo de 2006, los líderes de la iglesia estuvieron contentos con la declaración del parlamento de que Nepal se convertía en un "estado secular", dejando atrás la oficialidad del hinduismo en el país, el último del mundo con esta característica. Para celebrar la secularización del país, las iglesias cristianas de Nepal realizaron un musical al aire libre.

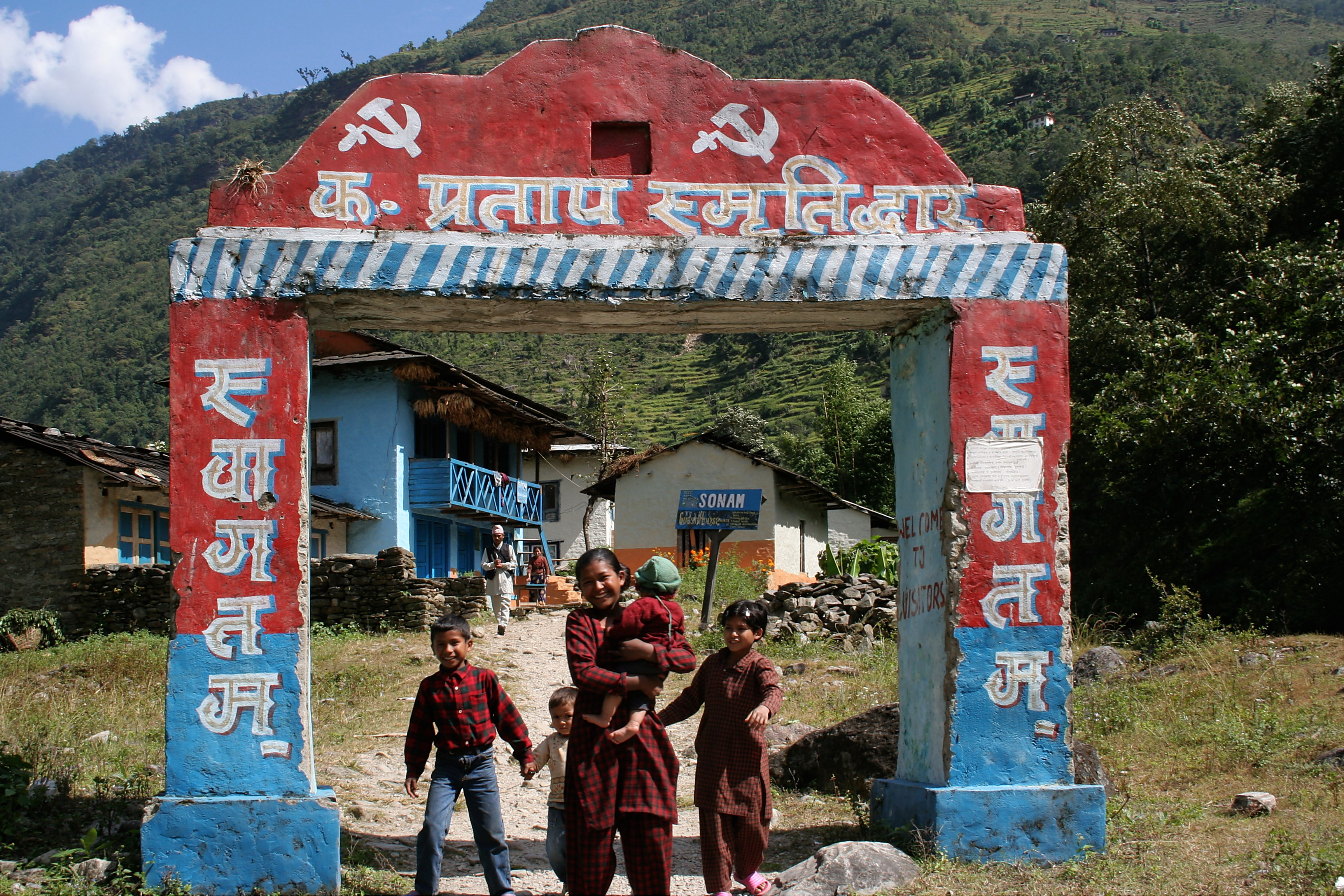
Los maoístas han atacado instituciones católicas sobre todo a principios de los años 2000.

Los rebeldes maoístas han atacado instituciones católicas, sobre todo en los años 2000, como el incendio de dos colegios católicos en 2002 en la región de los gurkha. En 2003, los insurgentes maoístas atacaron una misión en el este del país, destruyendo una residencia, una clínica, una capilla, un parvulario y las cocinas. Durante los intentos maoístas de llamar a una huelga a nivel nacional en la educación, atacaron con una bomba una pequeña escuela católica en la zona centro-oeste del país.
La Iglesia nepalí continúa creciendo y cada vez es más activa. Se trata del país del mundo donde más crece en número de cristianos, aunque entre estos, los evangélicos y pentecostales son mayoría. La Iglesia católica regenta 23 escuelas y da asilo a 35 000 refugiados de Bután. En junio de 2006 fue inaugurado un convento con un centro de formación en el oeste del país, el primero en esa parte del Nepal. En la primera parroquia católica de Nepal, la Iglesia de la Asunción en Katmandú se celebran misas en inglés. Seis jóvenes nepalíes acudieron a la XX Jornada Mundial de la Juventud celebrada en Colonia, Alemania, en 2005, a pesar de que tuvieron dificultades para obtener los visados para entrar en el país europeo y que fueron acompañados por el capellán salesiano en Katmandú, Martin Lakra, de origen indio.
La obra social de la Iglesia católica (Catholic Relief Services), principalmente Caritas Nepal, lleva a cabo numerosos programas en el país, incluyendo su lucha contra el comercio de mujeres y niños y ayudando a los afectados de inundaciones y corrimientos de tierra. Esta obra social de la Catholic Relief Services viene coordinada desde Nueva Delhi, como parte de la Oficina para el Sudeste asiático. Como demostración de la cooperación interreligiosa, la antorcha olímpica fue subida a la cima del monte sagrado de Makalu, habiendo sido bendecida por el papa Benedicto XVI y por el dalái lama. El 10 de febrero de 2007, el papa Benedicto XVI elevó el estatus de la jurisdicción de prefectura a vicariato apostólico.